# Mercedes-Benz W460
La sigla W460 identifica la prima generazione del Mercedes-Benz Classe G, un veicolo prodotto dall'azienda tedesca Mercedes-Benz e dall'austriaca Steyr-Daimler-Puch dal 1979 al 1991.

## Storia ed evoluzione
La W460 fu il primo modello appartenente alla cosiddetta Classe G, nota nel corso dei decenni per il suo fuoristrada dai tratti rustici, prodotto da una joint-venture fra Mercedes-Benz e Steyr-Daimler-Puch denominata GFG (Geländefahrzeug Gesellschaft = Azienda per la produzione di fuoristrada).

### Profilo e caratteristiche

#### Design esterno ed interno
Lo stile della Classe G era una delle caratteristiche che sarebbe rimasta quasi del tutto invariata nel corso dei decenni, anche dopo la nascita delle generazioni successive, tecnologicamente più evolute, ma sempre rievocative della prima generazione. Elaborato e perfezionato da Bruno Sacco, il grande capo del design Mercedes-Benz per quasi trent'anni, il design della W460, tipico degli anni '70, era squadrato e dava un'idea di robustezza e di affidabilità, impressione che effettivamente si dimostrò fondata negli anni a venire. Il frontale era caratterizzato da una mascherina nera di forma trapezoidale che racchiudeva la griglia del radiatore ed i proiettori tondi. Lateralmente le spigolosità tipiche dell'epoca si facevano ancora più evidenti, ma soprattutto si faceva evidente la differenza fra le tre diverse varianti di carrozzeria previste per la vettura. La W460 fu prevista fin da subito in tre configurazioni di carrozzeria: torpedo telonata a passo corto e a due porte, station wagon a passo corto e a due porte e station wagon a passo lungo e a 4 porte. Va ricordato che l'espressione "station wagon" utilizzata nell'ambito dei mezzi fuoristrada si utilizza per intendere un fuoristrada senza capotta (com'era invece nel caso della torpedo telonata), ma con carrozzeria chiusa in metallo. Le versioni a passo corto erano caratterizzate da un interasse pari a 2,4 metri mentre quelle a passo lungo potevano contare su ben 45 cm in più nella distanza fra gli assi delle ruote.
L'abitacolo tradiva la vocazione spartana della W460, con componenti ripresi dalla produzione di furgoni Mercedes-Benz, primo fra tutti il 207 D, che prestò al nuovo fuoristrada la plancia, il volante, le manovelle per gli alzacristalli e i tappetini in gomma sul pianale. Lo spazio a bordo dipendeva dalla configurazione di carrozzeria. Escludendo la versione furgonata a due soli posti, le versioni a passo corto davano spazio a cinque persone, estendibili a sette, mentre le versioni a passo lungo offrivano posto a sette persone, ma si poteva ampliare l'abitabilità anche a nove persone.

#### Struttura, meccanica e motori
Più interessante la W460 sotto il profilo tecnico: la struttura era di tipo tradizionale, vale a dire a telaio separato in acciaio a longheroni e traverse e scocca in lamiera imbullonata su di esso. L'architettura meccanica della W460 prevedeva il motore anteriore longitudinale e la trazione integrale non permanente: normalmente la vettura trasferiva il 100% della sua coppia motrice al retrotreno, ma mediante un comando apposito, si faceva entrare in funzione il differenziale centrale, che portava una parte della coppia all'avantreno, realizzando così la trazione 4x4. Sempre rimanendo nel comparto trasmissione, la W460 esordì con il cambio manuale a 4 marce su tutta la gamma. Anche per quanto riguardava la meccanica telaistica, la W460 propose soluzioni di tipo tradizionale, in cui entrambi gli assi montavano uno schema del tipo ad assale rigido con barre Panhard, bracci oscillanti longitudinali e molle elicoidali. Data la natura prevalentemente fuoristradistica della W460, queste sospensioni vennero realizzate in maniera tale da garantire un'elevata altezza da terra del corpo vettura. Ed infatti, ecco che la W460 vantava una distanza di ben 21 cm fra il suolo ed il punto più basso della carrozzeria. Ciò permise alla vettura di affrontare guadi di corsi d'acqua profondi fino a 50 cm. L'impianto frenante della W460 era di tipo misto, con dischi all'avantreno e tamburi al retrotreno, mentre lo sterzo era a circolazione di sfere.
Al suo debutto, la W460 fu proposta in quattro varianti motoristiche, due a benzina e due a gasolio:
- 230 G: versione di accesso alla gamma, spinta da un motore M115V23 a carburatore, con cilindrata di 2307 cm³ e potenze massime di 90 o 102 CV;
- 280 GE: questa seconda versione a benzina montava un motore ad iniezione della serie M110, con cilindrata di 2778 cm³ e potenza massima di 156 CV;
- 240 GD: versione a gasolio equipaggiata da un motore OM616 da 2399 cm³ con potenza massima di 72 CV;
- 300 GD: versione a gasolio spinta da un motore OM617 da 2998 cm³ con potenza massima di 88 CV.

Entrambi i motori diesel erano aspirati e con alimentazione ad iniezione indiretta con precamera.

### Evoluzione

#### Avvio di produzione

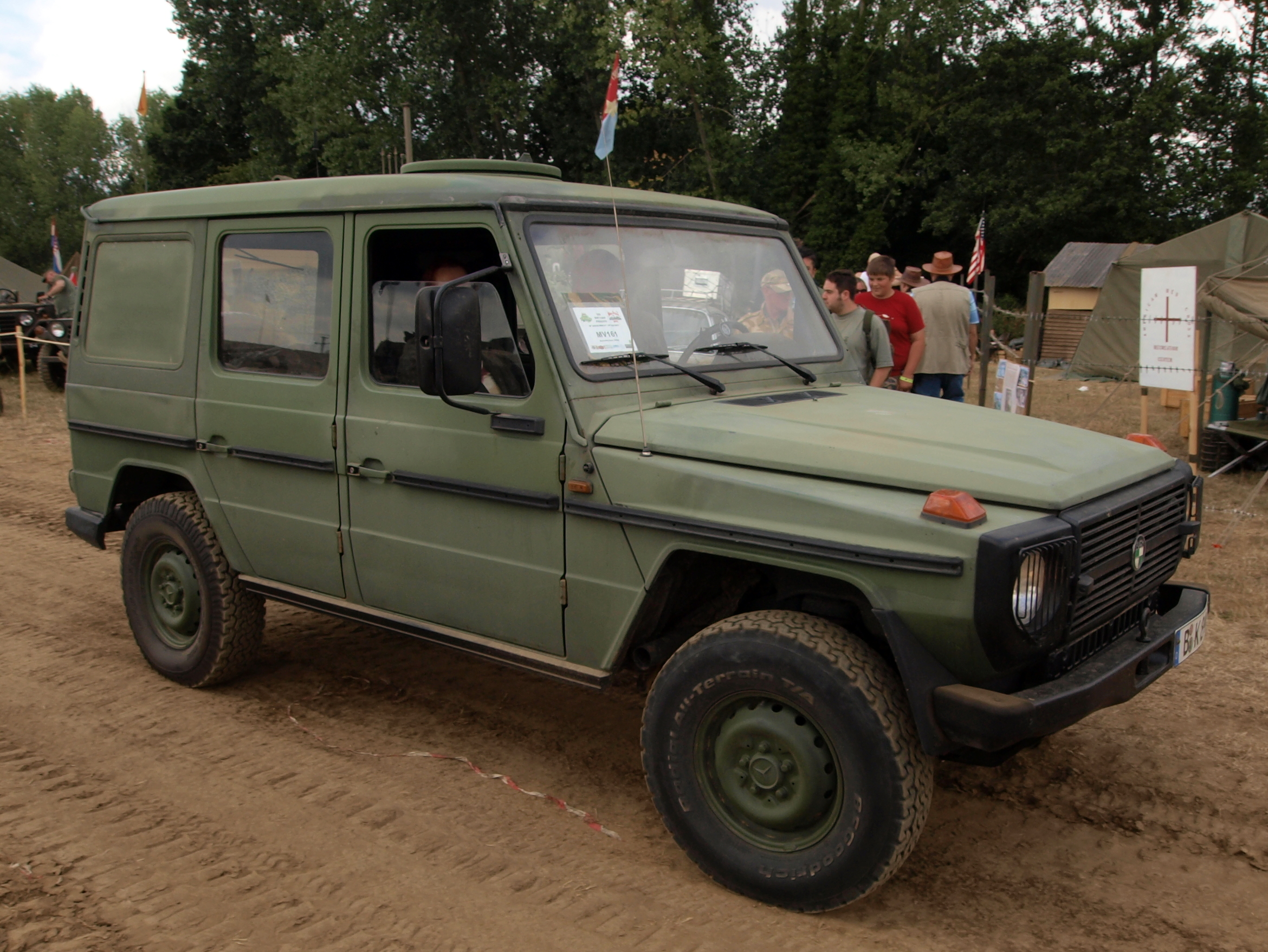
La W460 fu pensata inizialmente per un utilizzo esclusivamente militare

La produzione della W460 fu avviata il 10 febbraio del 1979: fino a poco tempo prima, la Casa tedesca ritenne di poter contare su una commessa dello Scià di Persia Mohammad Reza Pahlavi, uno dei maggiori azionisti della Daimler-Benz e che assicurò alla Casa di Stoccarda che avrebbe acquistato un lotto di ben 20 000 esemplari della nuova W460. Ma appena tre giorni prima dell'avvio della produzione, il suo regime fu rovesciato e l'accordo andò in fumo. La Daimler-Benz, detentrice del marchio Mercedes-Benz, ma anche la consociata Stey-Daimler-Puch, poterono contare a quel punto solo su alcune altre commesse minori da parte di altri Paesi, ma soprattutto sul fatto di produrre il loro fuoristrada in versione civile, in maniera tale da ammortizzare i costi di progettazione e sviluppo.
Fin da subito, la W460 venne prodotta parallelamente sia con marchio Mercedes-Benz che con marchio Puch. I primi due anni e mezzo di produzione videro una particolarità: indipendentemente dal marchio utilizzato per la sua commercializzazione, il fuoristrada austro-tedesco recava sulla parte posteriore la sigla GFG, ad indicare la joint-venture da cui esso nacque. Tale situazione cambiò nell'autunno del 1981, quando finalmente ognuna delle due parti coinvolte cominciò ad utilizzare il proprio marchio. Ciò, a causa dello scioglimento della joint-venture, un fatto che non fu dovuto a contrasti fra le due parti e non comportò quindi una separazione burrascosa, basti pensare che la W460, ma anche le due generazioni successive della Classe G, continuarono ad essere prodotte in Austria anche dopo che la Steyr-Daimler-Puch venne rilevata nel 1998 dalla Magna International, dando luogo alla Magna Steyr. L'unica differenza fu che a partire dalla nascita della Magna Steyr, la vettura smise di essere commercializzata come Puch G.

#### La carriera commerciale dellaW460
La carriera della W460 si protrasse in maniera piuttosto lenta e priva di particolari novità nel corso degli oltre dieci anni della sua carriera. Ogni aggiornamento era sempre piuttosto discreto, anche se vale comunque la pena parlare dei più significativi. Nel settembre del 1979, ossia sette mesi dopo la sua presentazione, la gamma della W460 si arricchì con l'arrivo della versione furgonata, prevista a passo lungo o corto, ma sempre con due sole porte e con un cassone posteriore non finestrato. Nel 1981, per la 280 GE e la 300 GD venne reso disponibile come optional un cambio automatico a 4 rapporti.
Il 1982 vide la 230 G affiancata dalla 230 GE, il cui motore ricevette l'alimentazione ad iniezione raggiungendo così una potenza massima di 125 CV. Contemporaneamente, la continua richiesta di dotazioni più complete spinse la Daimler-Benz ad un processo di graduale arricchimento delle dotazioni di serie. Si cominciò con la gamma colori, con tinte sempre più numerose e che a partire dal 1983 arrivarono a comprendere anche alcune tinte metallizzate. Nel frattempo, la dotazione si arricchì con sedili Recaro, impianto di condizionamento di miglior qualità, pneumatici maggiorati, cerchi in lega ed in più vi era la possibilità di ordinare la vettura con parafanghi maggiorati, più sporgenti.
A partire dal 1984, tutta la gamma ad eccezione della 240 GD vide l'arrivo di un nuovo cambio manuale a 5 marce, mentre a partire dall'anno seguente, il blocco del differenziale divenne di serie su tutta la gamma mentre gli interni divennero meno spartani e più accoglienti. Il 1985 fu anche l'anno in cui la W460, fino a quel momento relegata alla rete di vendita degli autocarri e dei mezzi commerciali Mercedes-Benz, venne inclusa nel listino auto della Casa di Stoccarda. Non solo, ma sempre nello stesso anno vi fu l'arrivo di una versione pick-up a passo lungo. 
Va detto che oltre alle varianti di carrozzeria già indicate, la W460 venne proposta anche come pick-up o anche come autotelaio nudo da carrozzare a seconda delle esigenze del cliente. In quest’ultimo caso si utilizzò come base di partenza un autotelaio con passo maggiorato a 3,12 metri.

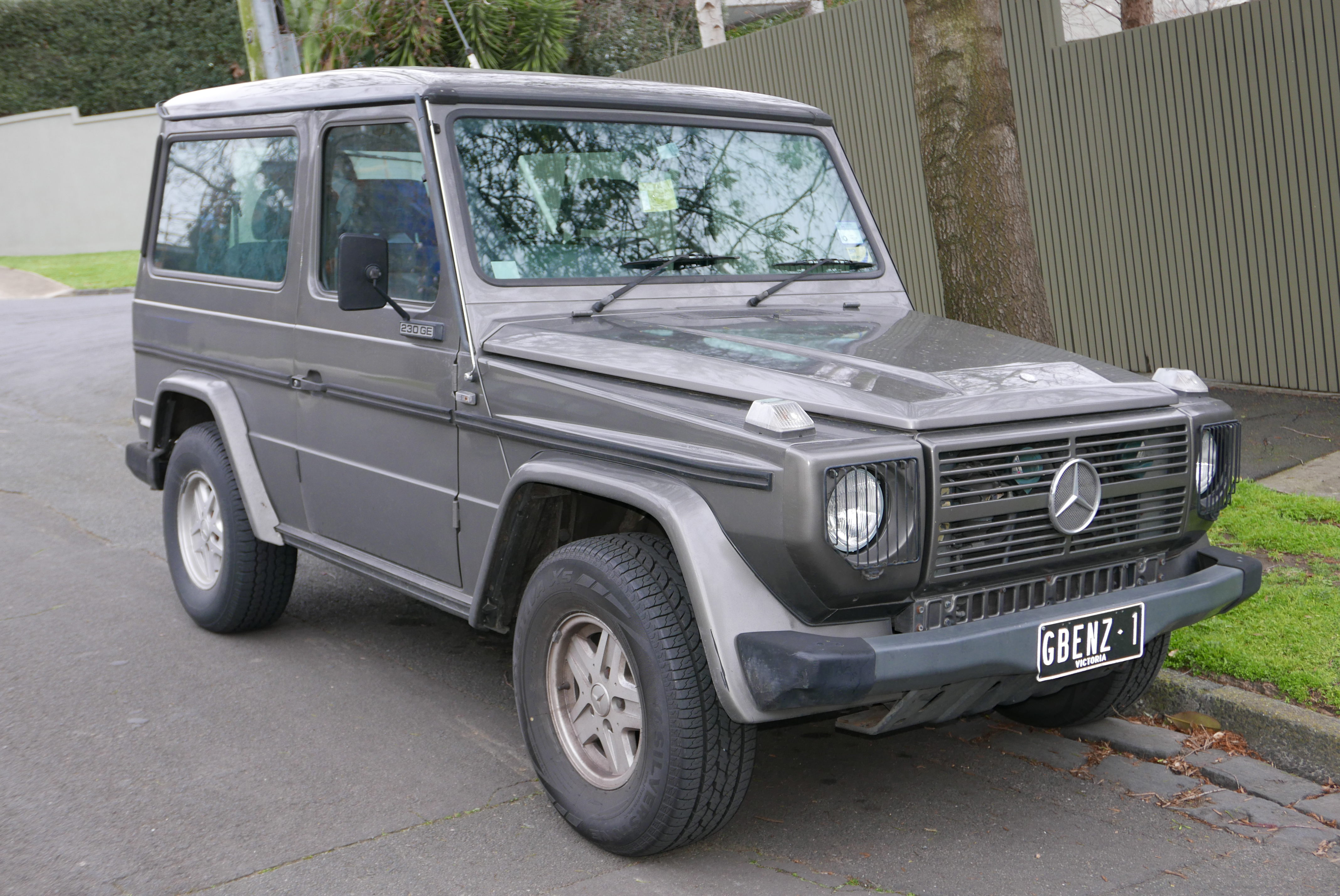
Una 230 GE con carrozzeria SW a passo corto

Il 1986 vide l'arrivo di una motorizzazione particolare, pensata solo per il mercato italiano dove all'epoca vigeva un pesante regime fiscale per le auto sopra i due litri di cilindrata. Tale motorizzazione, da 1997 cm³ di cilindrata e con alimentazione ad iniezione, erogava una potenza massima di 109 CV. Il modello in questione venne commercializzato come 200 GE. Durante lo stesso anno scomparve dal listino la versione furgonata a passo corto.
Nel 1987 la 240 GD venne sostituita dalla 250 GD, con motore da 2,5 litri e potenza massima salita da 72 ad 84 CV. Tale versione fu proposta anche in un particolare allestimento che prevedeva fra l'altro la verniciatura bicolore. Nel 1989, in occasione del decimo compleanno della W460, venne proposta una 230 GE in serie limitata a 300 esemplari e caratterizzata da una verniciatura blu scuro metallizzato e da inserti cromati sulle fiancate.
Si andò così verso la fine della carriera della W460: nel 1990 venne tolta di listino la 280 GE: nell'agosto del 1991 anche le ultime due versioni rimaste a listino (ossia la 230 GE e la 250 GD) vennero tolte definitivamente dal listino. La W460 a quel punto venne sostituita da due modelli, entrambi derivanti da essa: la W461, più spartana e votata ad un utilizzo in ambiti professionali, e la W463, più ricca, accessoriata, in alcuni casi anche molto lussuosa o in altri addirittura estrema.

#### La PuchG

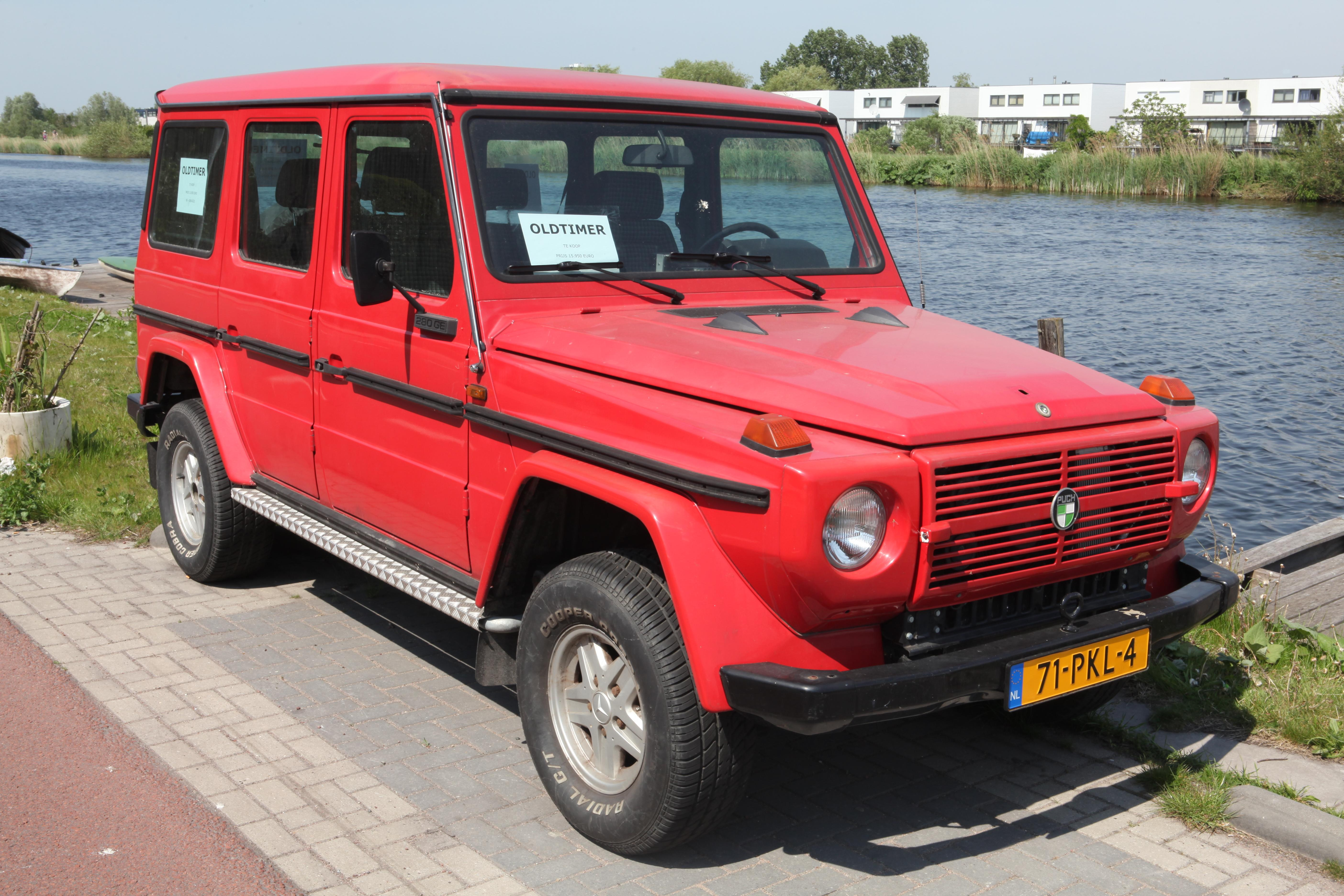
La Classe G venne commercializzata in alcuni Paesi anche con il marchio Puch

Si è già parlato del fatto che la Classe G fu commercializzata anche come Puch G: questo modello si distinse dal modello Mercedes-Benz per l'allestimento particolarmente lussuoso. Mentre la versione Mercedes-Benz fu concepita essenzialmente come mezzo da lavoro o poco più (come peraltro dimostravano anche le finiture essenziali e spartane), la versione austriaca fu invece dotata di molti accessori che nella W460 tedesca non erano assolutamente previsti o, nel caso, lo fossero stati, erano ottenibili con sovrapprezzo.  E quindi, ecco che la Puch G venne prevista di serie con il blocco del differenziale posteriore (assente nelle prime W460 con marchio Mercedes-Benz) e con i fari alogeni, i poggiatesta anteriori, il climatizzatore, il bocchettone del serbatoio con serratura, gli pneumatici con battistrada maggiorato (215 mm invece di 205) e la griglia parasassi. La Puch G venne commercializzata in Austria, Svizzera, Liechtenstein, Gran Bretagna, Jugoslavia (e successivamente nei Paesi nati dalla sua dissoluzione) e altri Paesi dell'Europa dell'Est. Nei restanti Paesi europei venne invece utilizzato il marchio di Stoccarda. Ma la Puch G attraversò anche l'Oceano Atlantico: il primo a guidare una Puch G negli USA fu il noto culturista ed attore Arnold Schwarzenegger, con cui la vettura non condivideva solo l'aspetto roccioso, ma anche la città natale (anche Schwarzenegger nacque a Graz, precisamente nella frazione di Thal, a 2 km di distanza).
La commercializzazione della PuchG proseguì anche per gran parte della carriera commerciale della successiva generazione della Classe G fino al 2000, quando anche nei Paesi dove inizialmente veniva venduta come Puch G, la commercializzazione venne convertita esclusivamente al solo marchio Mercedes-Benz.

### Tabella riepilogativa
Di seguito vengono riepilogate le caratteristiche relative alle versioni più diffuse previste per la gamma della W460(le versioni furgonate, pick-up e a telaio nudo sono escluse dal novero, ma alla voce "Esemplari prodotti" vengono conteggiate): i prezzi riportati sono in marchi e si riferiscono all'allestimento meno costoso e al momento del debutto nel mercato tedesco, tranne che nel caso della 200 GE, prevista solo per il mercato italiano e per la quale il prezzo indicato è in migliaia di lire:
| Mercedes-Benz W460 (1979-91) |              |                |                    |            |                                                                    |                    |                     |                    |                    |              |                     |                    |                    |                    |                           |
| Modello | Carrozzeria  | Sigla progetto | Motore             | Cilindrata | Alimentazione                                                      | Potenza CV/rpm     | Coppia Nm/rpm       | Cambio/ N°rapporti | Massa a vuoto (kg) | Velocità max | Acceler. 0–100 km/h | Consumo (l/100 km) | Anni di produzione | Esemplari prodotti | Prezzo al debutto (in DM) |
| Versioni a benzina |              |                |                    |            |                                                                    |                    |                     |                    |                    |              |                     |                    |                    |                    |                           |
| 200GE1 | Torpedo tel. | 460.216        | M102E20 (102.965)  | 1997       | Iniezione meccanica KA-Jetronic                                    | 109/5200           | 172/3500            | Manuale 5 marce    | 1.820              | 140          | -                   | 15                 | 1986-90            | 610                | 40.7102                   |
| 200GE1 | SW corta     | 460.236        | M102E20 (102.965)  | 1997       | Iniezione meccanica KA-Jetronic                                    | 109/5200           | 172/3500            | Manuale 5 marce    | 1.870              | 140          | -                   | 14,9               | 1986-90            | 610                | 43.0112                   |
| 200GE1 | SW lunga     | 460.237        | M102E20 (102.965)  | 1997       | Iniezione meccanica KA-Jetronic                                    | 109/5200           | 172/3500            | Manuale 5 marce    | 1.940              | 140          | -                   | 15,3               | 1986-90            | 610                | 48.0852                   |
| 230 G | Torpedo tel. | 460.210        | M115V23 (115.973)  | 2307       | Carburatore Stromberg 175 CD (44 mm)                               | 90/5000 o 102/5200 | 167/2500 o 172/3000 | Manuale 4 marce3   | 1.740              | 1314         | 24"                 | 17,65              | 1979-82            | 4.138              | 29.736                    |
| 230 G | SW corta     | 460.230        | M115V23 (115.973)  | 2307       | Carburatore Stromberg 175 CD (44 mm)                               | 90/5000 o 102/5200 | 167/2500 o 172/3000 | Manuale 4 marce3   | 1.870              | 1314         | 24"                 | 16,55              | 1979-82            | 4.138              | 32.600                    |
| 230 G | SW lunga     | 460.231        | M115V23 (115.973)  | 2307       | Carburatore Stromberg 175 CD (44 mm)                               | 90/5000 o 102/5200 | 167/2500 o 172/3000 | Manuale 4 marce3   | 1.950              | 1314         | 24"                 | 17,35              | 1979-82            | 4.138              | 36.624                    |
| 230 GE | Torpedo tel. | 460.218        | M102E23 (102.981)6 | 2299       | Iniezione meccanica Bosch K-Jetronic7                              | 125/5000           | 192/4000            | Manuale 4 marce3   | 1.880              | 145          | 20"                 | 15                 | 1982-92            | 6.884              | 40.454                    |
| 230 GE | SW corta     | 460.238        | M102E23 (102.981)6 | 2299       | Iniezione meccanica Bosch K-Jetronic7                              | 125/5000           | 192/4000            | Manuale 4 marce3   | 1.930              | 145          | 20"                 | 14                 | 1982-92            | 6.884              | 44.000                    |
| 230 GE | SW lunga     | 460.239        | M102E23 (102.981)6 | 2299       | Iniezione meccanica Bosch K-Jetronic7                              | 125/5000           | 192/4000            | Manuale 4 marce3   | 2.050              | 145          | 20"                 | 15,2               | 1982-92            | 6.884              | 49.211                    |
| 280 GE | Torpedo tel. | 460.212        | M110E28 (110.994)  | 2746       | Iniezione meccanica Bosch K-Jetronic                               | 156/5250           | 226/4250            | Manuale 4 marce3   | 1.895              | 150          | 18"                 | 18,4               | 1979-90            | 9.988              | 35.896                    |
| 280 GE | SW corta     | 460.232        | M110E28 (110.994)  | 2746       | Iniezione meccanica Bosch K-Jetronic                               | 156/5250           | 226/4250            | Manuale 4 marce3   | 1.945              | 150          | 18"                 | 17,6               | 1979-90            | 9.988              | 38.800                    |
| 280 GE | SW lunga     | 460.233        | M110E28 (110.994)  | 2746       | Iniezione meccanica Bosch K-Jetronic                               | 156/5250           | 226/4250            | Manuale 4 marce3   | 2.115              | 150          | 18"                 | 17,4               | 1979-90            | 9.988              | 42.784                    |
| Versioni a gasolio |              |                |                    |            |                                                                    |                    |                     |                    |                    |              |                     |                    |                    |                    |                           |
| 240 GD | Torpedo tel. | 460.310        | OM616D24 (616.936) | 2399       | Diesel aspirato, iniezione indiretta con precamera, pompa in linea | 72/4400            | 137/2400            | Manuale 4 marce    | 1.900              | 115          | 39"                 | 13,1               | 1979-87            | 18.600             | 31.192                    |
| 240 GD | SW corta     | 460.330        | OM616D24 (616.936) | 2399       | Diesel aspirato, iniezione indiretta con precamera, pompa in linea | 72/4400            | 137/2400            | Manuale 4 marce    | 1.950              | 115          | 39"                 | 13                 | 1979-87            | 18.600             | 34.000                    |
| 240 GD | SW lunga     | 460.331        | OM616D24 (616.936) | 2399       | Diesel aspirato, iniezione indiretta con precamera, pompa in linea | 72/4400            | 137/2400            | Manuale 4 marce    | 2.070              | 115          | 39"                 | 13,2               | 1979-87            | 18.600             | 38.080                    |
| 250 GD | Torpedo tel. | 460.317        | OM602D25 (602.930) | 2497       | Diesel aspirato, iniezione indiretta con precamera, pompa in linea | 84/4600            | 154/ 2200-2800      | Manuale 5 marce    | 1.900              | 125          | 34"                 | 13,2               | 1987-91            | 16.414             | -                         |
| 250 GD | SW corta     | 460.337        | OM602D25 (602.930) | 2497       | Diesel aspirato, iniezione indiretta con precamera, pompa in linea | 84/4600            | 154/ 2200-2800      | Manuale 5 marce    | 1.950              | 125          | 34"                 | 13,1               | 1987-91            | 16.414             | 60.200                    |
| 250 GD | SW lunga     | 460.338        | OM602D25 (602.930) | 2497       | Diesel aspirato, iniezione indiretta con precamera, pompa in linea | 84/4600            | 154/ 2200-2800      | Manuale 5 marce    | 2.125              | 125          | 34"                 | 13,4               | 1987-91            | 16.414             | -                         |
| 300 GD | Torpedo tel. | 460.312        | OM617D30           | 2998       | Diesel aspirato, iniezione indiretta con precamera, pompa in linea | 88/4400            | 172/2400            | Manuale 4 marce3   | 2.000              | 130          | 27"                 | 13,2               | 1979-90            | 21.662             | 32.984                    |
| 300 GD | SW corta     | 460.332        | OM617D30           | 2998       | Diesel aspirato, iniezione indiretta con precamera, pompa in linea | 88/4400            | 172/2400            | Manuale 4 marce3   | 2.050              | 130          | 27"                 | 13,1               | 1979-90            | 21.662             | 35.800                    |
| 300 GD | SW lunga     | 460.333        | OM617D30           | 2998       | Diesel aspirato, iniezione indiretta con precamera, pompa in linea | 88/4400            | 172/2400            | Manuale 4 marce3   | 2.175              | 130          | 27"                 | 13,9               | 1979-90            | 21.662             | 39.872                    |
| Note: 1Solo per il mercato italiano 2Prezzi indicati in migliaia di lire poiché la 200 GE era prevista unicamente per il mercato italiano 3Manuale a 5 marce a partire dal 1983 4137 km/h per la versione da 102 CV 5Nella versione da 102 CV, i dati relativi al consumo sono: 17,2 l/100 km (torpedo tel.), 16,1 l/100 km (SW corta) e 16,8 l/100 km (SW lunga) 6Dal 1986, il codice del motore cambia in 102.987 7Dal 1986, iniezione meccanica KE-Jetronic a controllo elettronico |              |                |                    |            |                                                                    |                    |                     |                    |                    |              |                     |                    |                    |                    |                           |

### Attività sportiva
La W460 raggiunse una certa noterietà in ambito sportivo quando nel gennaio del 1983 la 280 GE pilotata da Jacky Ickx assieme al co-pilota Claude Brasseur riuscì ad aggiudicarsi la Parigi-Dakar. La vettura utilizzata per la dura gara africana era stata elaborata in profondità ed il suo motore, normalmente della potenza di 156 CV, venne portato a 220 CV. Inoltre vennero apportate modifiche al corpo vettura allo scopo di ottimizzarne l'aerodinamica ed alcuni pannelli carrozzeria, normalmente in lamiera, vennero realizzati in alluminio appositamente per ridurre la massa della vettura.